# 劉中立
劉中立（1541年—1589年），字健甫，號禹坪，山東濟南府禹城縣人，民籍，明朝政治人物。

## 生平
嘉靖四十三年（1564年）甲子山東鄉試第五十三名舉人，隆慶五年（1571年）登辛未科會試第三百七十二名，第三甲第三百零九名進士。吏部觀政，授中书舍人，萬曆五年（1577年）七月选授工科給事中，七年三月升禮科右，八年二月升兵科左，八月升陕西右参议，曾疏劾张居正。十年九月升河南副使，十三年十月陞山西參政，监管解州東西两盐池。十六年十二月升陕西按察使，次年父丧，号痛感疾而卒。

## 家族
曾祖劉海；祖父劉峻，義官；父劉貴，母王氏。重庆下。
子劉士驥，萬曆甲辰進士。